# Дебърски бани
Дебърски бани (на македонска литературна норма: Дебарски бањи) е балнеоложки курорт в Северна Македония. Отстои на 150 km от Скопие и на 4 km от Дебър. Годишно комплексът посреща около 6500 туристи (с около 70 хиляди нощувки). Минералните му води са подходящи за лечение на над 35 вида болести, сред които опорно-двигателни и ендокринни заболявания, ревматизъм, гастроинтестинални нарушения, кожни, гинекологични и неврологични болести. През 2006 година в Дебърските бани са вложени над 400 000 евро за реконструкция на съществуващите почивни бази.